# Maurizio Momi
Maurizio Momi (Firenze, 1954) è un dirigente d'azienda e produttore televisivo italiano.

## Biografia
Maurizio Momi è nato nel 1954 a Firenze. È sposato ed ha una figlia. 

### Carriera
Inizia la sua carriera nel 1976 presso la società DIFILM, rimanendovi fino al 1988 con la carica di direttore commerciale. 
Nel 2006 fu amimistratore delegato della Albatross Entertainment Spa, società che operava nell'audiovisivo, specializzata nella produzione di fiction televisive, con sede a Roma, che contava fra i suoi clienti i due maggiori brodacaster nazionali: RAI e Mediaset.
Ha partecipato alla realizzazione di numerosi film e serie televisive. Tra gli altri, per il cinema: Sinfonia d'autunno di Ingmar Bergman, Masoch di Franco Brogi Taviani, Africa dolce e selvaggia di Angelo e Alfredo Castiglioni, L'altra donna di Peter Del Monte, La ragazza di via Millelire di Gianni Serra; Cuore di Luigi Comencini.
Nell'arco degli anni '80 distribuisce i seguenti film per il cinema, proponendo una linea editoriale d'autore nel panorama della distribuzione indipendente: La Marchesa von... di Éric Rohmer; Supervixens di Russ Meyer; L'uomo di ferro di Andrzej Wajda; I lautari di Emil Vladimirovici Loteanu; Brood - La covata malefica di David Cronenberg; L'indiscreto fascino del peccato di Pedro Almodóvar; Ricordati Venezia con Richard Harris; Tribute - Serata d'onore con Jack Lemmon; Un posto tranquillo di Bob Rafelson con Jack Nicholson e Orson Welles.
Tra il 1984 e il 1988 ha realizzato con la Difilm la produzione esecutiva di circa 30 documentari industriali per Rai 2. 
Nel 1989 fonda la Studio Network, della quale è amministratore unico. La società ha operato nel settore vendita e distribuzione di diritti antenna di film cinematografici, telefilm e tv-movie con Mediaset, RAI, LA7, Universal Studio, San Paolo Audiovisivi, Radio Televisione Svizzera Italiana. 
Tra il 1999 ed il 2000 ha collaborato con la società No Limits International srl, in qualità di produttore esecutivo, per la realizzazione del film L'escluso, per la regia di Carlo Gabriel Nero.
Nel 2002 è cofondatore con Alessandro Jacchia della Albatross. Tra il 2004 e il 2009 ha guidato lo sviluppo della società producendo 26 prime serate TV, un film cinema e avventurandosi nel mondo dell'editoria con 4 libri.
Nel 2005 ha prodotto la miniserie L'uomo sbagliato per Rai 1, con Beppe Fiorello, che con il 36% di share è uno dei più grandi successi dell'anno. Nel 2005 realizza il film La fiamma sul ghiaccio di Umberto Marino con Raul Bova, distribuito dalla stessa Albatross nel 2006. Nel 2005 produce con RTI la miniserie storica L'amore e la guerra (regia di Giacomo Campiotti con Daniele Liotti e Martina Stella) per Canale 5; nello stesso anno, per Rai Fiction: L'uomo che sognava con le aquile (con Terence Hill, regia di Vittorio Sindoni), miniserie che con il 39% di share su Rai 1 si colloca al sesto posto nella graduatoria delle Fiction di maggior ascolto negli ultimi quindici anni. Nel 2006 realizza la miniserie Operazione pilota (con Massimo Ranieri, regia di Umberto Marino) per Rai 1; La terza verità, con Enzo De Caro (Rai 1, 27,66%); La vita rubata (Rai 1, 28,50%) con Beppe Fiorello; L'uomo che cavalcava nel buio (Rai 1), con Terence Hill: la miniserie con gli ascolti più alti dell'anno. 
Con la Albatross realizza anche serie TV come Il bene e il male (Rai 1), L'isola dei segreti - Korè (Canale 5), con Adriano Giannini e diretta da Ricky Tognazzi, e Lo scandalo della Banca Romana con Vincent Pérez e Beppe Fiorello.
Dal 2018 è amministratore della società cinematografica Jeki Production specializzata nella produzione di fiction TV, con sede a Roma. Nel 2019 ha prodotto la miniserie drammatica L'amore strappato (Canale 5) diretta da Simona Izzo e Ricky Tognazzi e con protagonisti Sabrina Ferilli ed Enzo Decaro. Nel 2024 ha prodotto la miniserie Se potessi dirti addio (Canale 5), diretta da Simona Izzo e Ricky Tognazzi e con protagonisti Gabriel Garko e Anna Safroncik.

## Filmografia

### Cinema
- Un posto tranquillo, regia di Bob Rafelson (1971)
- Supervixens, regia di Russ Meyer (1975)
- La Marchesa von..., regia di Éric Rohmer (1976)
- Sinfonia d'autunno, regia di Ingmar Bergman (1978)
- Brood - La covata malefica, regia di David Cronenberg (1979)
- Masoch, regia di Franco Brogi Taviani (1980)
- La ragazza di via Millelire, regia di Gianni Serra (1980)
- Tribute - Serata d'onore, regia di Bob Clark (1980)
- L'uomo di ferro, regia di Andrzej Wajda (1981)
- L'altra donna, regia di Peter Del Monte (1981)
- Ricordati Venezia, regia di George Kaczender (1981)
- I lautari, regia di Emil Vladimirovici Loteanu (1982)
- Africa dolce e selvaggia, regia di Angelo e Alfredo Castiglioni (1982)
- L'indiscreto fascino del peccato, regia di Pedro Almodóvar (1983)
- Cuore, regia di Luigi Comencini (1984)
- L'escluso, regia di Carlo Gabriel Nero (1999)
- La fiamma sul ghiaccio, regia di Umberto Marino (2005)

### Televisione
- L'uomo sbagliato, regia di Stefano Reali – miniserie TV (2005)
- L'amore e la guerra, regia di Giacomo Campiotti – miniserie TV (2005)
- L'uomo che sognava con le aquile, regia di Vittorio Sindoni – miniserie TV (2006)
- L'uomo che cavalcava nel buio, regia di Alessandro Jacchia – miniserie TV (2006)
- Operazione pilota, regia di Umberto Marino – miniserie TV (2006)
- La terza verità, regia di Stefano Reali – miniserie TV (2007)
- La vita rubata, regia di Graziano Diana – miniserie TV (2007)
- Il bene e il male, regia di Giorgio Serafini – serie TV (2009)
- L'isola dei segreti - Korè, regia di Ricky Tognazzi – miniserie TV (2009)
- Lo scandalo della Banca Romana, regia di Stefano Reali – miniserie TV (2010)
- Terra ribelle, regia di Cinzia TH Torrini e Ambrogio Lo Giudice – serie TV (2010-2012)
- L'ombra del destino, regia di Pier Belloni – miniserie TV (2011)
- Il restauratore – miniserie TV (2012-2014)
- Gli anni spezzati, regia di Graziano Diana – miniserie TV (2014)
- L'amore strappato, regia di Simona Izzo e Ricky Tognazzi – miniserie TV (2019)
- Se potessi dirti addio, regia di Simona Izzo e Ricky Tognazzi – miniserie TV (2024)

## Riconoscimenti
- 49º Festival della televisione di Monte Carlo
  - 2009: Premio nomination come Miglior produttore televisivo europeo e come Miglior produttore televisivo internazionale
- Premio Moige
  - 2019: Premiazione per la miniserie L'amore strappato